# 赤道幾內亞歷史
赤道幾內亞歷史可追溯到新石器時代，當時赤道幾內亞所居住的原始居民大多为俾格米人，歷史相當悠久，後來到十四、十五世紀時，歐洲列強航海技術發達，開始將勢力往海外拓展，再加上當時興盛奴隸貿易和黑奴貿易，使得赤道幾內亞也成為海上強國的囊中物。1471年至1472年間，葡萄牙航海家斐南·德·波（Fernão do Pó）在寻找通往印度的航路过程中发现了斐南多波岛，将其命名为“福爾摩沙”。安诺本岛是在10年後发现的，這也為葡西兩國奠定對赤道幾內亞的殖民前的交通概況基礎。赤道幾內亞的歷史中葡萄牙和西班牙人的統治占絕大部分，留下不少壯烈歷史。

## 原住民時期

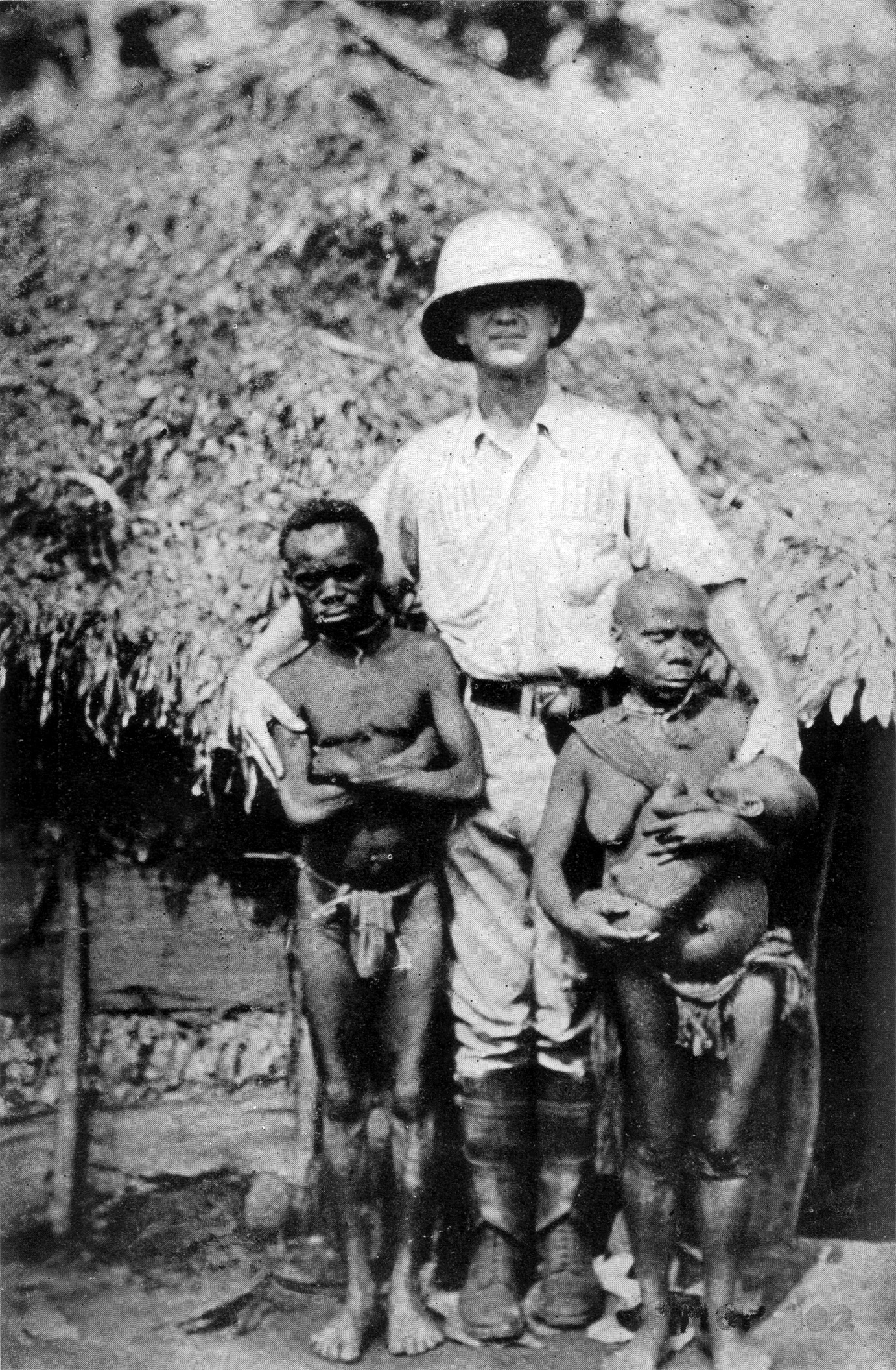
非洲的俾格米人與來自歐洲的探險家合照。

### 俾格米人時期
俾格米人是各個非洲部落族群中身高較矮的土著統稱，在新石器時代後期，俾格米人就已經開始在赤道幾內亞附近生存，並發展出好幾個小聚落，但是到了990年左右之後，逐漸被較為強大的班圖人所占領，俾格米人逐漸成為當地弱勢族群或遷移他處。

### 班圖人時期
班圖人（英語：Bantu）是撒哈拉以南、非洲中部、東部至非洲南部超過400個族裔的統稱。班圖人到赤道幾內亞登陸時，便以體型與文明優勢打敗身材矮小的俾格米人族群。

### 衰弱
隨著《托德西利亚斯条约》簽訂，非洲不少地區開始淪為葡萄牙和西班牙的殖民地，當地原住民成了最大的受害者，並成為奴隸，導致家破人亡。1494年條約生效後，原住民統治赤道幾內亞的時代到此告一段落，展開被殖民的新時代。

## 葡、西殖民時期
在《托德西利亚斯条约》於1494年生效後，西班牙和葡萄牙海外勢力及領土開始快速擴展，但真正開始殖民赤道幾內亞一帶則由1499年葡萄牙人登陸當地開始。
而赤道幾內亞被西葡所占領的時間長達469年之久。

### 最初殖民時期
葡萄牙探险家费尔南多·波为寻找通往印度的路线，于1472年发现了比奥科岛，被认为是第一个发现该岛的欧洲人。他称此岛为福尔摩莎(Formosa)，意为“美丽的地方”，但该岛很快便以其欧洲发现者的名字命名，在地图上通常被西班牙语化为“费尔南多·波 (Fernando Po)”。费尔南多·波 (Fernando Pó) 和安诺本 (Annobón) 岛于1474年被葡萄牙殖民。
1499年，根据《托德西利亚斯条约》，位于西经50度以西的领土归西班牙，以东的领土归葡萄牙，葡萄牙人由此占有亚洲和非洲地区，南美洲大部分为西班牙所有。不久後，奴隶贸易兴起，葡萄牙人便垄断了非洲的奴隶来源和出口权。这就引起西班牙的强烈不满，西班牙也要求在非洲得到供应奴隶的地方。
1778年，葡萄牙同意让给西班牙一些非洲沿海岛屿，以及大陆上位于欧果韦河（位于今日加蓬共和国境内）和尼日尔河之间的领土，以此作为交换条件，葡萄牙人在西经50度以西占据的美洲地区（今日巴西的西部）的所有权得到西班牙承认。同年西班牙人在赤道幾內亞附近登陆，将其改名为斐南多波岛（現今稱為比奧科島），以纪念其发现者。但是，由于黄热病横行，西班牙人在岛上移民的尝试屡次失败，迫使其在1781年撤出该岛。

### 殖民強盛時期
1807年，英国颁布了禁止奴隶贸易的法令。为了实行这一禁令，英国皇家海军需要大量海军基地来监督尼日尔河河口与奴隶海岸（今贝宁共和国）之间的地带。
1827年，西班牙同意把斐南多波岛租借给英国，用作稽查奴隶贸易的英国巡航舰队的停泊基地。英国人在克拉伦斯港（即圣伊莎贝尔，今名马拉博）和圣卡洛斯海湾修建了基地。斐南多波岛的统治权也落入英国手中。此后16年中，英国海军在岛上安置了许多从贩奴船上解放的黑人奴隶。
由于斐南多波岛位置重要，因此英国在1839年出价5万英镑购买该岛，两年后西班牙同意以6万英镑出卖。但当英国同意该价格时，西班牙却推翻前议，拒绝出售。至1843年，英国海军把反奴隶贸易基地挪至弗里敦，同时把岛上的建筑物出售给浸礼会教士。这些教士在1858年被西班牙人驱逐出境。
1844年起，西班牙开始积极地开发斐南多波岛。1845年，西班牙同木尼河地区各酋长签订了条约，木尼河区沦为西班牙保护地区。从1879年起，西班牙政府将斐南多波岛用作放逐古巴犯人的流放地。
1898年，西班牙在美西战争中败北，被迫放弃了在美洲和亚洲热带地区的所有领地。接着，法国在1899年法绍达事件后占领了木尼河地区，在1900年归还西班牙，以此换取法国人在斐南多波岛上购买土地的优先权。
1926年，西班牙将斐南多波岛和木尼河区合并为西属几内亚。总督府设在斐南多波岛的圣伊萨贝拉，副总督和地方行政部门设在木尼河区的巴塔。

## 獨立
西班牙内战和二戰過后，西属几内亚得到了更多的自由，並逐漸受到國際和聯合國的關注，但仍然是貧窮落後的國家。1959年，安諾本島（現改名為安諾本省）被西班牙划为斐南多波和木尼河两个海外省。
1964年1月，西班牙在聯合國的打壓與譴責之下，舉行公民投票，投票結果為两省取得内部自治地位。至1968年，在民族独立运动崛起和联合国的再度双重压力下，西班牙同意给予其独立地位。宣告著西屬赤道幾內亞即將結束。
在1968年10月12日赤道幾內亞獲得獨立成為主權國家的資格前，該國已獲得公民自由選舉資格。9月22日舉行首次由人民投票的總統選舉，但沒有任何一個候選人得到投票率四成的門檻。一周後，只好由得票率較高的弗朗西斯科·馬西埃·恩圭马 當選總統。
1968年10月12日，西属几内亚宣告独立，改国名为赤道几内亚共和国，成為主權國家，結束西班牙469年來的殖民統治。這天赤道幾內亞也成為聯合國第126個成員。
由此可知，赤道幾內亞和大多數非洲國家一樣，在二戰之後才逐漸自由，並在聯合國的極力幫助下獨立。
不過獨立後的赤道幾內亞卻又陷入國家的內戰當中，導致人民依舊經濟貧窮，必需仰賴他國救助。

## 內戰與政變
1968年赤道幾內亞獨立後，弗朗西斯科·马西亚斯·恩圭马成為首任總統。但是各方理念和想法不同，赤道幾內亞就一直動盪不安，最早的政變是1979年8月由特奥多罗·奥比昂·恩圭马·姆巴索戈所發起的。

### 奧比昂政變
1979年8月，恩圭马的侄子、“国家革命人民武装力量部”副部长奥比昂发动军事政变，成立最高军事委员会，從首都開始才取武力抗爭，甚至搶奪平民資產。不到一個月，此次政變大本營「最高军事委员会」便把國家軍隊給擊潰，國家軍隊和官員通通被判軍逮捕，並判處無期至死刑不等，而弗朗西斯科·恩圭馬則被法院宣判死刑。同年11月被处决。
雖然之後又發生過些小型叛亂，但都被「最高军事委员会」及時控制。從此最高军事委员会首腦特奥多罗·奥比昂·恩圭马·姆巴索戈便一直獨裁統治著赤道幾內亞至今。

## 20世紀90年代與二十一世紀
尽管奥比昂总统在2006年签署反酷刑法案来禁止在赤道几内亚使用任何滥用私刑，但是违反人权的事情依旧。

### 旺厄政變
2004年，英国贵族西蒙·曼恩（Simon Mann）曾试图从南非招募雇佣军发动政变，以傀儡领袖取代奥比昂，从而控制该国石油资源，此次政變又稱為「旺厄政變」。但政变企图被挫败。这一情节与《战争猛犬》的故事情节惊人地巧合。英国前首相撒切尔夫人之子马克·撒切尔被指控为政变计划的资助人之一，英国国会议员和小说家杰弗里·阿彻也被怀疑为政变募集资金。
由於政府體制獨裁腐敗，導致赤道幾內亞在2005年聯合國評估的人類發展指數中，赤道幾內亞在177個國家中排第124位。
2011年政府宣布计划搬迁至新的首都欧亚拉。